# Чемпионат Европы по академической гребле 1951
Чемпионат Европы по академической гребле 1951 года проводился на реке Сона в городе Маконе, Франция. Мужчины соревновались во всех семи олимпийских классах лодок (M1x, M2x, M2-, M2+, M4-, M4+, M8+). Регата примечательна как первое тестовое мероприятие для возможного начала проведения соревнований по международной женской гребли, организованное Международной федерацией гребли (FISA). В женском этапе четыре страны соревновались в четырёх классах лодок (W1x, W2x, W4+, W8+) на более короткой дистанции гонки 1000 м (мужчины соревновались на дистанции более 2000 м). Целью тестового мероприятия было выяснить, должна ли женская гребля официально стать частью чемпионата Европы по гребле, организованного FISA.

## Соревнования среди женщин
Французская ассоциация гребного спорта (Fédération Française de Sociétés d’Aviron) организовала тестовые соревнования. Четыре страны прислали команды: Франция, Великобритания, Нидерланды и Дания. Соревновались четыре класса лодок: одиночка (W1x), двойка парная (W2x), четверка с рулевым (W4+) и восьмерка (W8+). Великобритания заняла третье место во всех четырёх гонках.
Следующие женские соревнования должны были проходить в Амстердаме в 1952 году. Однако, в тот год чемпионат Европы по гребле не проводился, так как в этом году в Хельсинки проводились Олимпийские, а всякий раз, когда Олимпийские игры проводились в Европе, чемпионат Европы по гребле пропускался. Те же четыре страны должны были соревноваться в Амстердаме в тех же четырёх классах лодок.

## Медальный зачет среди мужчин
| Дисциплина | Золото | Золото | Серебро | Серебро | Бронза | Бронза |
| ---------- | --- | ------ | --- | ------- | --- | ------ |
| Дисциплина | Страны и гребцы | Время  | Страны и гребцы | Время   | Страны и гребцы | Время  |
| M1x        | Дания - Эрик Ларсен |        | Великобритания Tony Fox |         | Швейцария - Paul Meyer |        |
| M2x        | Швейцария - Peter Stebler - Émile Knecht |        | Италия - Silvio Bergamini - Antonio Balossi |         | Швеция - Tore Johansson - Курт Бруннквист |        |
| M2-        | Бельгия - Михел Кнёйсен - Роберт «Боб» Батенс |        | Дания - Bent Jensen - Palle Tillisch |         | Швейцария - Ханс Кальт-Янс - Kurt Schmid |        |
| M2+        | Италия - Giuseppe Ramani - Альдо Тарлао - Luciano Marion (рулевой)                                                                                                   |        | Швейцария - Alex Siebenhaar - Walter Lüchinger - Walter Ludin (рулевой) |         | Дания - Frederik Mönster - Knud Bröchner-Nielsen - Reimer Pagh (рулевой)                                                                                                 |        |
| M4-        | Бельгия - Charles Van Antwerpen - Jos Rosa - Harry Elzendoorn - Florent Caers                                                                                        |        | Дания - Eivin Kristensen - Carl Nielsen - Harry Nielsen - Paul Locht |         | Франция - Pierre Blondiaux - Jean-Jacques Guissart - Gérald Maquat - Жан-Пьер Луи Суш                                                                                    |        |
| M4+        | Италия - Reginaldo Polloni - Francesco Gotti - Angelo Ghidini - Guido Cristinelli - Domenico Cambieri (рулевой)                                                      |        | Швейцария - Rico Bianchi - Karl Weidmann - Émile Ess - Heini Scheller - Walter Ludin (рулевой)                                                                                              |         | Испания - Miguel Palau - Salvador Costa - Joaquin Cortada Perez - Pedro Massana - Luis Omedes (рулевой)                                                                  |        |
| M8+        | Великобритания - David Jennens - Джеймс Кроудин - William Windham - J. R. Dingle - John Jones - Nicholas Clack - David Macklin - Harry Almond - John Hinde (рулевой) |        | Дания - Per Lauridsen - Aksel Möller Schiolts - Mogens Snogdahl - Björn Brönnum - Leif Hermansen - Ole Scavenius Jensen - Helge Muxoll Schrøder - Jørn Snogdahl - John Vilhelmsen (рулевой) |         | Нидерланды - G. Ockeloen - H. A. Roell - R. J. Sielcken - H. E. ten Broeke - Jan op den Velde - J. L. Klei - Cate A. ten Bruggen - H. Marcus - P. F. W. Dekker (рулевой) |        |